# Zapora Resia

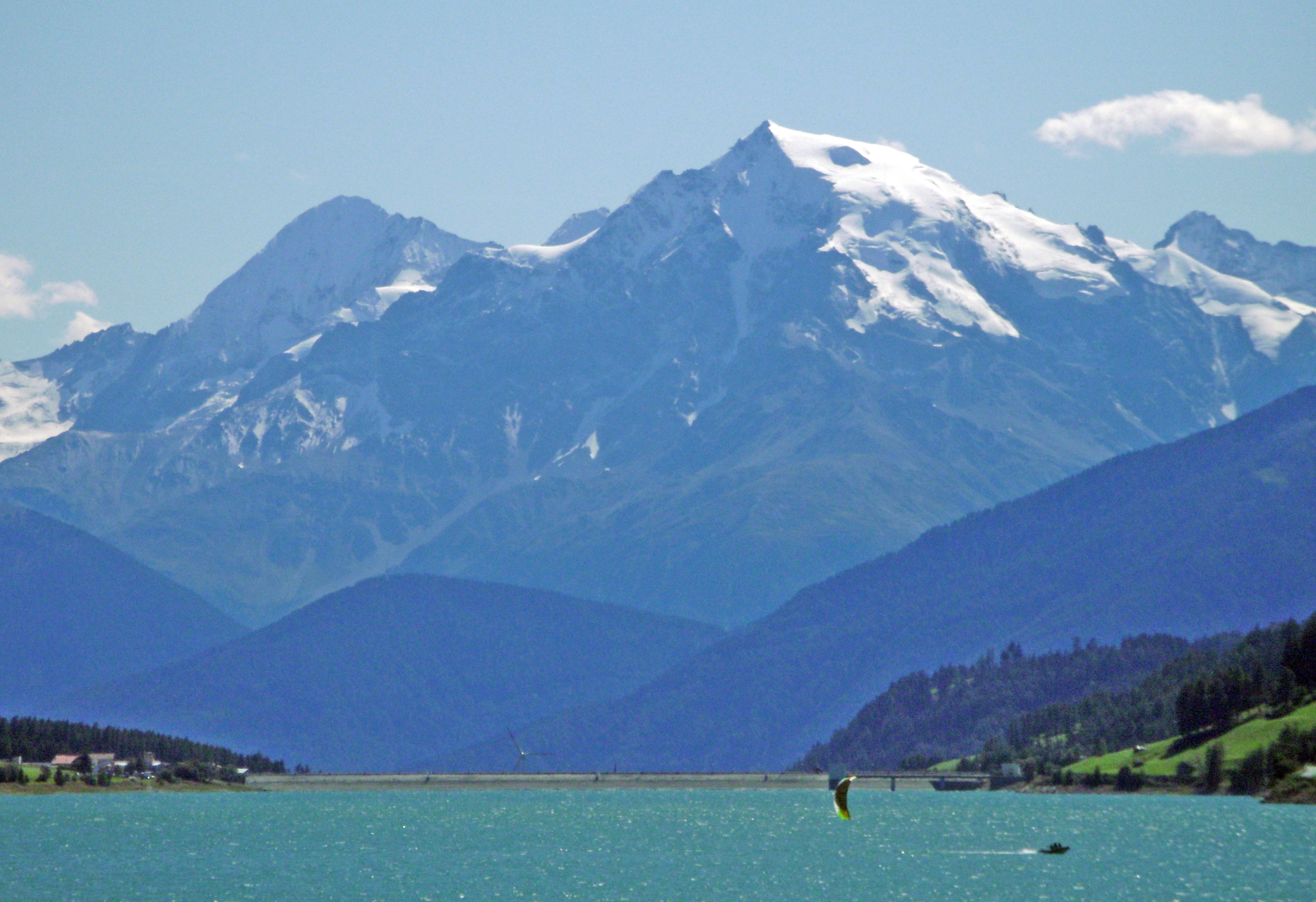
Zbiornik i (w głębi) zapora Resia. Na ostatnim planie Ortler (po prawej) i Gran Zebrú (po lewej)

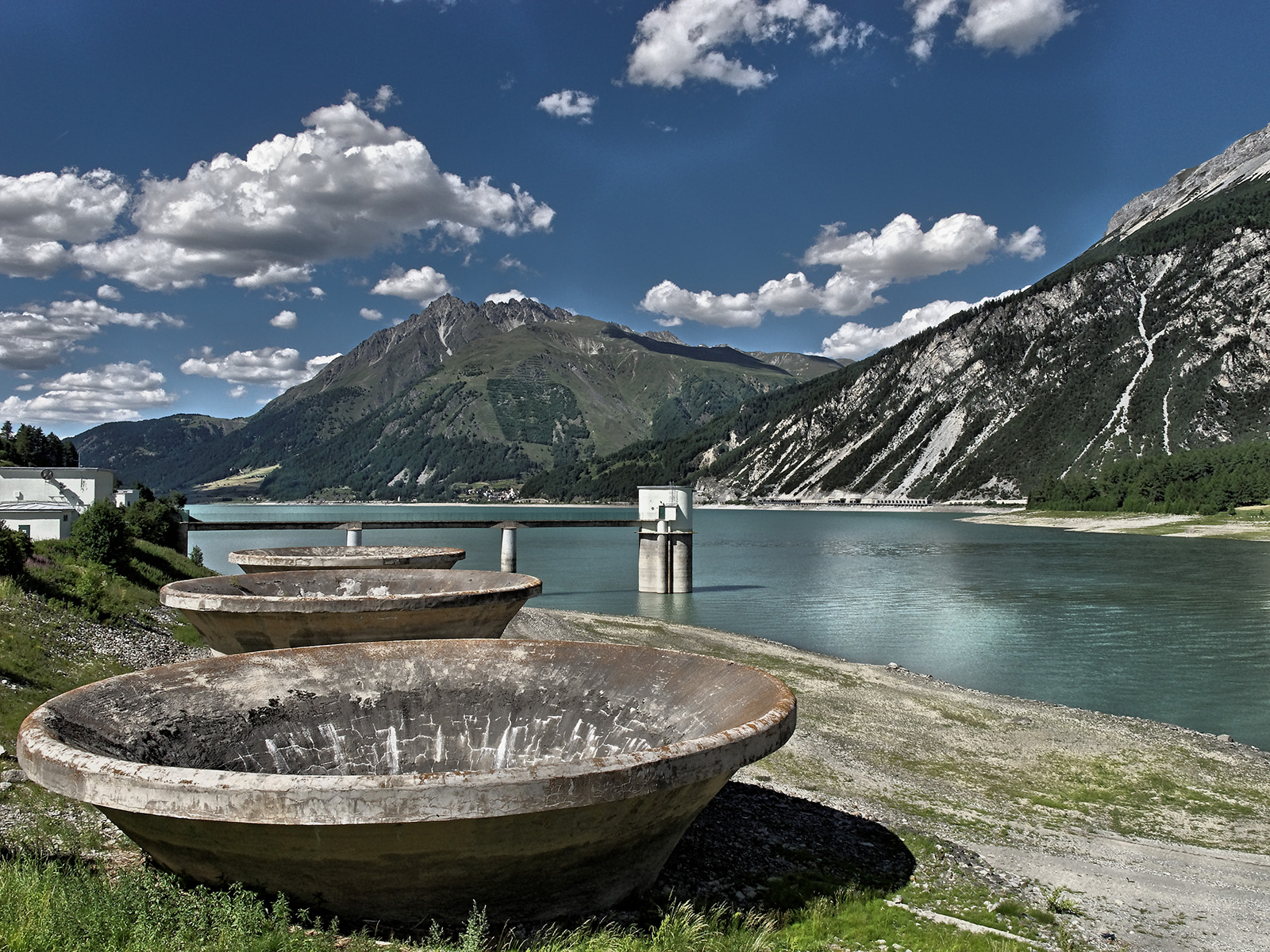
Upusty przelewowe przy zaporze

Zapora Resia – zapora wodna w Tyrolu Południowym (Prowincja Bolzano), w gminie Curon Venosta we Włoszech. Zbudowana w latach 1948-1950 w dolinie val Venosta na źródłowym toku Adygi pozwoliła utworzyć zbiornik zaporowy zwany Lago di Resia (niem. Reschensee), którego wody wykorzystywane są do produkcji energii energetycznej.
Zapora wodna ziemna, typu ciężkiego, od strony wody okryta płaszczem betonowym, ma długość 230 m. Jej korona leży na wysokości 1498 m n.p.m. Przy zachodnim końcu zapory znajdują się trzy upusty przelewowe. Sztolnia o długości 12 km i kolejny rurociąg długości 991 m dostarczają wodę do dużej elektrowni wodnej w pobliżu wioski Schluderns, leżącej 591 m poniżej lustra jeziora. Zainstalowana moc zespołów turbinowych wynosi 103,5 MW. Niżej woda napędza jeszcze trzy kolejne elektrownie: Spinedo (77,7 MW), Tel (20,0 MW) i Marlengo (61,6 MW).